# Aleksej Gorodovoj
Aleksej Vladimirovič Gorodovoj (in russo Алексей Владимирович Городовой?; Stavropol', 10 agosto 1993) è un calciatore russo, portiere del Kongsvinger.

## Carriera

### Club
Gorodovoj è cresciuto nelle giovanili della Dinamo Stavropol', per poi entrare a far parte di quelle del Rostov.
Tornato alla Dinamo Stavropol', ha esordito in prima squadra in data 18 aprile 2012: ha sostituito Artur Kulumbegov nella vittoria per 3-2 contro il Biolog-Novokubansk, sfida valida per la Vtoroj divizion.
L'anno seguente, è passato al Sachalin. Il 17 ottobre 2012 ha giocato la prima partita con la nuova maglia, nel successo per 0-3 maturato in casa della Dinamo Barnaul.
Nel campionato successivo, Gorodovoj si è accordato con lo Jakutija Jakutsk. Ha debuttato in squadra il 23 luglio 2013, impiegato da titolare nella vittoria per 0-2 in casa del Sibir'-2.
L'annata seguente si è accordato con lo Spartak Nal'čik, dove ha giocato per un biennio: il primo incontro in squadra lo ha disputato il 20 agosto 2014, nella vittoria interna per 3-0 contro l'Anži-2.
Il 9 gennaio 2017, Gorodovoj ha firmato un contratto biennale con i norvegesi del Kongsvinger. Ha esordito con questa maglia il 4 aprile, schierato titolare nella sconfitta per 3-2 subita sul campo del Bodø/Glimt.
Il 1º febbraio 2019, Gorodovoj ha fatto ritorno in Russia per giocare nel Rubin. Pochi giorni più tardi è stato ceduto in prestito allo Zenit-2, squadra riserve del club omonimo. Ha giocato la prima partita col nuovo club il 3 marzo, nella vittoria per 1-0 sullo Šinnik.
Tornato al Rubin per fine prestito, in vista della stagione 2020-2021 è stato ceduto con la medesima formula al Veles Mosca. Ha giocato la prima partita con la nuova casacca il 1º agosto 2020, in occasione del pareggio per 0-0 in casa del Tekstilščik Ivanovo. Nella seconda parte di quella stessa annata, ha giocato per lo SKA-Chabarovsk, sempre in prestito. Ha debuttato con questa maglia il 27 febbraio 2021, nel pari a reti inviolate in casa della Torpedo Mosca.
Rientrato quindi al Rubin per fine prestito, vi ha militato fino al mese di dicembre 2021. A gennaio 2022 è stato infatti tesserato dal Fakel Voronež, con cui ha conquistato la promozione in Prem'er-Liga in quella stessa annata.
Il 17 luglio 2022 ha quindi effettuato il proprio esordio nella massima divisione locale, nel 2-2 maturato sul campo del Krasnodar.
Il 28 marzo 2025 ha fatto ritorno al Kongsvinger, firmando un contratto annuale.

## Statistiche

### Presenze e reti nei club
Statistiche aggiornate al 12 settembre 2023.
| Stagione               | Club                   | Campionato             | Campionato | Campionato | Coppe nazionali | Coppe nazionali | Coppe nazionali | Coppe continentali | Coppe continentali | Coppe continentali | Supercoppe | Supercoppe | Supercoppe | Totale | Totale |
| Stagione               | Club                   | Comp                   | Pres       | Reti       | Comp            | Pres            | Reti            | Comp               | Pres               | Reti               | Comp       | Pres       | Reti       | Pres   | Reti   |
| ---------------------- | ---------------------- | ---------------------- | ---------- | ---------- | --------------- | --------------- | --------------- | ------------------ | ------------------ | ------------------ | ---------- | ---------- | ---------- | ------ | ------ |
| 2011-2012              | Dinamo Stavropol'      | 2D                     | 6          | -8         | CR              | 0               | 0               | -                  | -                  | -                  | -          | -          | -          | 6      | -8     |
| 2012-2013              | Sachalin               | 2D                     | 1          | 0          | CR              | 0               | 0               | -                  | -                  | -                  | -          | -          | -          | 1      | 0      |
| 2013-2014              | Jakutija Jakutsk       | 2D                     | 12         | -10        | CR              | 0               | 0               | -                  | -                  | -                  | -          | -          | -          | 12     | -10    |
| 2014-2015              | Spartak Nal'čik        | 2D                     | 22         | -17        | CR              | 1               | -2              | -                  | -                  | -                  | -          | -          | -          | 23     | -19    |
| 2015-2016              | Spartak Nal'čik        | 2D                     | 0          | 0          | CR              | 0               | 0               | -                  | -                  | -                  | -          | -          | -          | 0      | 0      |
| Totale Spartak Nal'čik | Totale Spartak Nal'čik | Totale Spartak Nal'čik | 22         | -17        |                 | 1               | -2              |                    | -                  | -                  |            | -          | -          | 23     | -19    |
| 2017                   | Kongsvinger            | 1D                     | 20         | -33        | CN              | 2               | -4              | -                  | -                  | -                  | -          | -          | -          | 22     | -37    |
| 2018                   | Kongsvinger            | 1D                     | 7          | -9         | CN              | 0               | 0               | -                  | -                  | -                  | -          | -          | -          | 7      | -9     |
| feb.-giu. 2019         | Zenit-2                | 1D                     | 7          | -9         | -               | -               | -               | -                  | -                  | -                  | -          | -          | -          | 7      | -9     |
| 2019-2020              | Rubin                  | PL                     | 0          | 0          | CR              | 0               | 0               | -                  | -                  | -                  | -          | -          | -          | 0      | 0      |
| 2020-gen. 2021         | Veles Mosca            | 1D                     | 16         | -22        | CR              | 1               | -3              | -                  | -                  | -                  | -          | -          | -          | 17     | -25    |
| gen.-giu. 2021         | SKA-Chabarovsk         | 1D                     | 14         | -13        | CR              | 0               | 0               | -                  | -                  | -                  | -          | -          | -          | 14     | -13    |
| lug.-dic. 2021         | Rubin                  | PL                     | 0          | 0          | CR              | 0               | 0               | -                  | -                  | -                  | -          | -          | -          | 0      | 0      |
| Totale Rubin           | Totale Rubin           | Totale Rubin           | 0          | 0          |                 | 0               | 0               |                    | -                  | -                  |            | -          | -          | 0      | 0      |
| gen.-giu. 2022         | Fakel Voronež          | 1D                     | 13         | -10        | CR              | -               | -               | -                  | -                  | -                  | -          | -          | -          | 13     | -10    |
| 2022-2023              | Fakel Voronež          | PL                     | 6          | -13        | CR              | 5               | -10             | -                  | -                  | -                  | -          | -          | -          | 11     | -23    |
| Totale Fakel Voronež   | Totale Fakel Voronež   | Totale Fakel Voronež   | 19         | -23        |                 | 5               | -10             |                    | -                  | -                  |            | -          | -          | 24     | -33    |
| 2023-2024              | Rodina Mosca           | 1D                     | 9          | -13        | CR              | 1               | -1              | -                  | -                  | -                  | -          | -          | -          | 10     | -14    |
| 2025                   | Kongsvinger            | 1D                     | 0          | 0          | CN              | 0               | 0               | -                  | -                  | -                  | -          | -          | -          | 0      | 0      |
| Totale Kongsvinger     | Totale Kongsvinger     | Totale Kongsvinger     | 27         | -42        |                 | 2               | -4              |                    | -                  | -                  |            | -          | -          | 29     | -46    |
| Totale                 | Totale                 | Totale                 | ?          | -?         |                 | ?               | -?              |                    | -                  | -                  |            | -          | -          | ?      | -?     |